# Lophorrhachia palliata
Lophorrhachia palliata är en fjärilsart som beskrevs av W. Warren 1898. Lophorrhachia palliata ingår i släktet Lophorrhachia och familjen mätare. Inga underarter finns listade i Catalogue of Life.